# دوغلاس (لاعب كرة قدم مواليد 1963)
دوغلاس (بالبرتغالية: William Douglas Humia Menezes) هو لاعب كرة قدم برازيلي في مركز الوسط، ولد في 17 مارس 1963 في بيلو هوريزونتي في البرازيل. شارك مع منتخب البرازيل لكرة القدم. أما مع النوادي، فقد لعب مع جمعية بورتوغيزا الرياضية وسبورتينغ لشبونة ونادي بونتي بريتا ونادي كروزيرو.

## وصلات خارجية
- دوغلاس (لاعب كرة قدم مواليد 1963) على موقع ناشيونال فوتبول تيمز (الإنجليزية)
- دوغلاس (لاعب كرة قدم مواليد 1963) على موقع عالم كرة القدم.نت (الإنجليزية)